# Svjetsko prvenstvo u plivanju 2015.
Svjetsko prvenstvo u plivanju 2015. održano je od 2. do 9. kolovoza 2015. u Kazanju u Rusiji kao jedan od dijelova XVI. svjetskog prvenstva u vodenim športovima.

## Pojedinačna natjecanja
Na prvenstvu je održano 42 natjecanja i ostvareni su sljedeći rezultati:

### Slobodni stil

#### 50 m slobodno
| Mjesto | Država                 | Plivač            | Vrijeme (s) |
| ------ | ---------------------- | ----------------- | ----------- |
| 1.     | Francuska              | Florent Manaudou  | 21,19       |
| 2.     | SAD                    | Nathan Adrian     | 21,52       |
| 3.     | Brazil                 | Bruno Fratus      | 21,55       |
| 4.     | Rusija                 | Vladimir Morozov  | 21,56       |
| 5.     | Ukrajina               | Andriy Hovorov    | 21,86       |
| 5.     | Italija                | Marco Orsi        | 21,86       |
| 7.     | Grčka                  | Kristian Golomeev | 21,98       |
| 8.     | Ujedinjeno Kraljevstvo | Benjamin Proud    | 22,04       |

| Mjesto | Država                 | Plivačica                  | Vrijeme (s) |
| ------ | ---------------------- | -------------------------- | ----------- |
| 1.     | Australija             | Bronte Campbell            | 24,12       |
| 2.     | Nizozemska             | Ranomi Kromowidjojo        | 24,22       |
| 3.     | Švedska                | Sarah Sjöström             | 24,31       |
| 4.     | Australija             | Cate Campbell              | 24,36       |
| 5.     | Kanada                 | Chantal van Landeghem      | 24,39       |
| 6.     | Bahami                 | Arianna Vanderpool-Wallace | 24,44       |
| 7.     | Ujedinjeno Kraljevstvo | Francesca Halsall          | 24,51       |
| 8.     | SAD                    | Simone Manuel              | 24,57       |

#### 100 m slobodno
| Mjesto | Država     | Plivač              | Vrijeme (s) |
| ------ | ---------- | ------------------- | ----------- |
| 1.     | NR Kina    | Ning Zetao          | 47,84       |
| 2.     | Australija | Cameron McEvoy      | 47,95       |
| 3.     | Argentina  | Federico Grabich    | 48,12       |
| 4.     | Kanada     | Santo Condorelli    | 48,19       |
| 5.     | Brazil     | Marcelo Chierighini | 48,27       |
| 6.     | Rusija     | Alexandr Sukhorukov | 48,28       |
| 7.     | SAD        | Nathan Adrian       | 48,31       |
| 7.     | Belgija    | Pieter Timmers      | 48,31       |

| Mjesto | Država     | Plivačica           | Vrijeme (s) |
| ------ | ---------- | ------------------- | ----------- |
| 1.     | Australija | Bronte Campbell     | 52,52       |
| 2.     | Švedska    | Sarah Sjöström      | 52,70       |
| 3.     | Australija | Cate Campbell       | 52,82       |
| 4.     | Nizozemska | Ranomi Kromowidjojo | 53,17       |
| 5.     | Nizozemska | Femke Heemskerk     | 53,58       |
| 6.     | SAD        | Simone Manuel       | 53,93       |
| 7.     | SAD        | Missy Franklin      | 54,00       |
| 8.     | NR Kina    | Shen Duo            | 54,76       |

#### 200 m slobodno
| Mjesto | Država                 | Plivač                | Vrijeme (min) |
| ------ | ---------------------- | --------------------- | ------------- |
| 1.     | Ujedinjeno Kraljevstvo | James Guy             | 1:45,14       |
| 2.     | NR Kina                | Sun Yang              | 1:45,20       |
| 3.     | Njemačka               | Paul Biedermann       | 1:45,38       |
| 4.     | SAD                    | Ryan Lochte           | 1:45,83       |
| 5.     | Nizozemska             | Sebastiaan Verschuren | 1:45,91       |
| 6.     | JAR                    | Chad le Clos          | 1:46,53       |
| 7.     | Rusija                 | Aleksandr Krasnykh    | 1:46,88       |
| 8.     | Australija             | Cameron McEvoy        | 1:47,26       |

| Mjesto | Država     | Plivačica           | Vrijeme (min) |
| ------ | ---------- | ------------------- | ------------- |
| 1.     | SAD        | Katie Ledecky       | 1:55,16       |
| 2.     | Italija    | Federica Pellegrini | 1:55,32       |
| 3.     | SAD        | Missy Franklin      | 1:55,49       |
| 4.     | Rusija     | Veronika Popova     | 1:56,16       |
| 5.     | Mađarska   | Katinka Hosszú      | 1:56,19       |
| 6.     | NR Kina    | Shen Duo            | 1:56,27       |
| 7.     | Australija | Emma McKeon         | 1:56,41       |
| 8.     | Nizozemska | Femke Heemskerk     | 1:56,79       |

#### 400 m slobodno
| Mjesto | Država                 | Plivač          | Vrijeme (min) |
| ------ | ---------------------- | --------------- | ------------- |
| 1.     | NR Kina                | Sun Yang        | 3:42,58       |
| 2.     | Ujedinjeno Kraljevstvo | James Guy       | 3:43,75       |
| 3.     | Kanada                 | Ryan Cochrane   | 3:44,59       |
| 4.     | SAD                    | Connor Jeager   | 3:44,81       |
| 5.     | Mađarska               | Péter Bernek    | 3:46,29       |
| 6.     | Poljska                | Wojciech Wojdak | 3:46,81       |
| 7.     | Njemačka               | Clemens Rapp    | 3:48,52       |
| 8.     | SAD                    | Michael McBroom | 3:51,94       |

| Mjesto | Država                 | Plivačica             | Vrijeme (min) |
| ------ | ---------------------- | --------------------- | ------------- |
| 1.     | SAD                    | Katie Ledecky         | 3:59,13       |
| 2.     | Nizozemska             | Sharon van Rouwendaal | 4:03,02       |
| 3.     | Australija             | Jessica Ashwood       | 4:03,34       |
| 4.     | Ujedinjeno Kraljevstvo | Jazmin Carlin         | 4:03,74       |
| 5.     | Novi Zeland            | Lauren Boyle          | 4:04,38       |
| 6.     | Španjolska             | Melania Costa         | 4:06,50       |
| 7.     | Italija                | Diletta Carli         | 4:07,30       |
| 8.     | Mađarska               | Boglárka Kapás        | 4:08,22       |

#### 800 m slobodno
| Mjesto | Država                 | Plivač               | Vrijeme (min) |
| ------ | ---------------------- | -------------------- | ------------- |
| 1.     | NR Kina                | Sun Yang             | 7:39,96       |
| 2.     | Italija                | Gregorio Paltrinieri | 7:40,81       |
| 3.     | Australija             | Mack Horton          | 7:44,02       |
| 4.     | SAD                    | Connor Jeager        | 7:44,51       |
| 5.     | Norveška               | Henrik Christiansen  | 7:45,66       |
| 6.     | Poljska                | Wojciech Wojdak      | 7:45,90       |
| 7.     | Ujedinjeno Kraljevstvo | Stephen Milne        | 7:49,86       |
| 8.     | SAD                    | Michael McBroom      | 7:55,30       |

| Mjesto | Država                 | Plivačica             | Vrijeme (min) |
| ------ | ---------------------- | --------------------- | ------------- |
| 1.     | SAD                    | Katie Ledecky         | 8:07,39       |
| 2.     | Novi Zeland            | Lauren Boyle          | 8:17,65       |
| 3.     | Ujedinjeno Kraljevstvo | Jazmin Carlin         | 8:18,15       |
| 4.     | Australija             | Jessica Ashwood       | 8:18,41       |
| 5.     | Danska                 | Lotte Friis           | 8:21,36       |
| 6.     | Mađarska               | Boglárka Kapás        | 8:22,93       |
| 7.     | Njemačka               | Sarah Köhler          | 8:23,67       |
| 8.     | Nizozemska             | Sharon van Rouwendaal | 8:24,12       |

#### 1500 m slobodno
| Mjesto | Država                 | Plivač               | Vrijeme (min) |
| ------ | ---------------------- | -------------------- | ------------- |
| 1.     | Italija                | Gregorio Paltrinieri | 14:39,67      |
| 2.     | SAD                    | Connor Jaeger        | 14:41,20      |
| 3.     | Kanada                 | Ryan Cochrane        | 14:51,08      |
| 4.     | Egipat                 | Akram Ahmed          | 14:53,66      |
| 5.     | Ujedinjeno Kraljevstvo | Stephen Milne        | 14:58,62      |
| 6.     | SAD                    | Michael McBroom      | 15:06,81      |
| 7.     | Ukrajina               | Mykhailo Romanchuk   | 15:09,77      |
|        | NR Kina                | Sun Yang             | DNS           |

| Mjesto | Država      | Plivačica             | Vrijeme (min) |
| ------ | ----------- | --------------------- | ------------- |
| 1.     | SAD         | Katie Ledecky         | 15:25,48      |
| 2.     | Novi Zeland | Lauren Boyle          | 15:40,14      |
| 3.     | Mađarska    | Boglárka Kapás        | 15:47,09      |
| 4.     | Danska      | Lotte Friis           | 15:49,00      |
| 5.     | Australija  | Jessica Ashwood       | 15:52,17      |
| 6.     | Nizozemska  | Sharon van Rouwendaal | 16:03,74      |
| 7.     | Čile        | Kristel Köbrich       | 16:06,55      |
| 8.     | Italija     | Aurora Ponsele        | 16:09,57      |

### Leđni stil

#### 50 m leđno
| Mjesto | Država                 | Plivač           | Vrijeme (s) |
| ------ | ---------------------- | ---------------- | ----------- |
| 1.     | Francuska              | Camille Lacourt  | 24,23       |
| 2.     | SAD                    | Matt Grevers     | 24,61       |
| 3.     | Australija             | Ben Treffers     | 24,69       |
| 4.     | Australija             | Mitch Larkin     | 24,70       |
| 5.     | Rusija                 | Vladimir Morozov | 24,73       |
| 6.     | Norveška               | Lavrans Solli    | 24,84       |
| 7.     | Ujedinjeno Kraljevstvo | Liam Tancock     | 24,88       |
| 8.     | SAD                    | David Plummer    | 24,95       |

| Mjesto | Država                 | Plivačica             | Vrijeme (s) |
| ------ | ---------------------- | --------------------- | ----------- |
| 1.     | NR Kina                | Fu Yuanhui            | 27,11       |
| 2.     | Brazil                 | Etiene Medeiros       | 27,26       |
| 3.     | NR Kina                | Liu Xiang (plivačica) | 27,58       |
| 4.     | Australija             | Emily Seebohm         | 27,66       |
| 5.     | Danska                 | Mie Nielsen           | 27,73       |
| 6.     | Australija             | Madison Wilson        | 27,92       |
| 7.     | Ujedinjeno Kraljevstvo | Lauren Quigley        | 27,99       |
| 8.     | Grčka                  | Theodora Drakou       | 28,17       |

#### 100 m leđno
| Mjesto | Država                 | Plivač               | Vrijeme (s) |
| ------ | ---------------------- | -------------------- | ----------- |
| 1.     | Australija             | Mitch Larkin         | 52,40       |
| 2.     | Francuska              | Camille Lacourt      | 52,48       |
| 3.     | SAD                    | Matt Grevers         | 52,66       |
| 4.     | NR Kina                | Xu Jiayu             | 52,89       |
| 5.     | Ujedinjeno Kraljevstvo | Chris Walker-Hebborn | 53,02       |
| 6.     | Japan                  | Ryosuke Irie         | 53,10       |
| 7.     | Rusija                 | Evgeny Rylov         | 53,23       |
| 8.     | Ujedinjeno Kraljevstvo | Liam Tancock         | 53,37       |

| Mjesto | Država                 | Plivačica          | Vrijeme (s) |
| ------ | ---------------------- | ------------------ | ----------- |
| 1.     | Australija             | Emily Seebohm      | 58,26       |
| 2.     | Australija             | Madison Wilson     | 58,75       |
| 3.     | Danska                 | Mie Nielsen        | 58,86       |
| 4.     | NR Kina                | Fu Yuanhui         | 59,02       |
| 5.     | SAD                    | Missy Franklin     | 59,40       |
| 6.     | Rusija                 | Anastasia Fesikova | 59,66       |
| 7.     | Ujedinjeno Kraljevstvo | Lauren Quigley     | 59,78       |
| 8.     | SAD                    | Kathleen Baker     | 59,99       |

#### 200 m leđno
| Mjesto | Država     | Plivač           | Vrijeme (min) |
| ------ | ---------- | ---------------- | ------------- |
| 1.     | Australija | Mitch Larkin     | 1:53,58       |
| 2.     | Poljska    | Radosław Kawęcki | 1:54,55       |
| 3.     | Rusija     | Evgeny Rylov     | 1:54,60       |
| 4.     | Japan      | Ryosuke Irie     | 1:54,81       |
| 5.     | SAD        | Ryan Murphy      | 1:55,00       |
| 6.     | NR Kina    | Xu Jiayu         | 1:55,20       |
| 7.     | SAD        | Tyler Clary      | 1:56,26       |
| 8.     | NR Kina    | Li Guangyuan     | 1:56,79       |

| Mjesto | Država     | Plivačica               | Vrijeme (min) |
| ------ | ---------- | ----------------------- | ------------- |
| 1.     | Australija | Emily Seebohm           | 2:05,81       |
| 2.     | SAD        | Missy Franklin          | 2:06,34       |
| 3.     | Mađarska   | Katinka Hosszú          | 2:06,84       |
| 4.     | Rusija     | Daria Ustinova          | 2:07,64       |
| 5.     | Njemačka   | Jenny Mensing           | 2:08,49       |
| 6.     | Kanada     | Dominique Bouchard      | 2:08,51       |
| 7.     | Kanada     | Hilary Caldwell         | 2:08,66       |
| 8.     | Island     | Eygló Ósk Gústafsdóttir | 2:09,53       |

### Prsni stil

#### 50 m prsno
| Mjesto | Država                 | Plivač                | Vrijeme (s) |
| ------ | ---------------------- | --------------------- | ----------- |
| 1.     | Ujedinjeno Kraljevstvo | Adam Peaty            | 26,51       |
| 2.     | JAR                    | Cameron van der Burgh | 56,66       |
| 3.     | SAD                    | Kevin Cordes          | 26,86       |
| 4.     | Brazil                 | Felipe França Silva   | 26,87       |
| 5.     | Slovenija              | Damir Dugonjič        | 27,23       |
| 5.     | Litva                  | Giedrius Titenis      | 27,23       |
| 7.     | Novi Zeland            | Glenn Snyders         | 27,36       |
| 8.     | Srbija                 | Čaba Silađi           | 27,45       |

| Mjesto | Država   | Plivačica                 | Vrijeme (s) |
| ------ | -------- | ------------------------- | ----------- |
| 1.     | Švedska  | Jennie Johansson          | 30,05       |
| 2.     | Jamajka  | Alia Atkinson             | 30,11       |
| 3.     | Rusija   | Yuliya Yefimova           | 30,13       |
| 4.     | Litva    | Rūta Meilutytė            | 30,14       |
| 5.     | SAD      | Jessica Hardy             | 30,20       |
| 5.     | NR Kina  | Suo Ran                   | 30,74       |
| 7.     | Island   | Hrafnhildur Lúthersdóttir | 31,12       |
| 8.     | Ukrajina | Mariya Liver              | 31,14       |

#### 100 m prsno
| Mjesto | Država                 | Plivač                | Vrijeme (s) |
| ------ | ---------------------- | --------------------- | ----------- |
| 1.     | Ujedinjeno Kraljevstvo | Adam Peaty            | 58,52       |
| 2.     | JAR                    | Cameron van der Burgh | 58,59       |
| 3.     | Ujedinjeno Kraljevstvo | Ross Murdoch          | 59,09       |
| 4.     | Kazahstan              | Dmitriy Balandin      | 59,42       |
| 5.     | Australija             | Jake Packard          | 59,44       |
| 6.     | Litva                  | Giedrius Titenis      | 59,56       |
| 7.     | Rusija                 | Kirill Prigoda        | 59,84       |
| 8.     | Njemačka               | Hendrik Feldwehr      | 1:00,16     |

| Mjesto | Država  | Plivačica                 | Vrijeme (min) |
| ------ | ------- | ------------------------- | ------------- |
| 1.     | Rusija  | Yuliya Yefimova           | 1:05,66       |
| 2.     | Litva   | Rūta Meilutytė            | 1:06,36       |
| 3.     | Jamajka | Alia Atkinson             | 1:06,42       |
| 4.     | Japan   | Kanako Watanabe           | 1:06,43       |
| 5.     | NR Kina | Shi Jinglin               | 1:06,55       |
| 6.     | Island  | Hrafnhildur Lúthersdóttir | 1:07,10       |
| 7.     | Švedska | Jennie Johansson          | 1:07,17       |
| 8.     | Italija | Arianna Castiglioni       | 1:07,60       |

#### 200 m prsno
| Mjesto | Država                 | Plivač           | Vrijeme (min) |
| ------ | ---------------------- | ---------------- | ------------- |
| 1.     | Njemačka               | Marco Koch       | 2:07,76       |
| 2.     | SAD                    | Kevin Cordes     | 2:08,05       |
| 3.     | Mađarska               | Dániel Gyurta    | 2:08,10       |
| 4.     | Ujedinjeno Kraljevstvo | Andrew Willis    | 2:08,52       |
| 5.     | Japan                  | Yasuhiro Koseki  | 2:09,12       |
| 6.     | Kazahstan              | Dmitriy Balandin | 2:09,58       |
| 7.     | Rusija                 | Anton Chupkov    | 2:09,96       |
| 8.     | NR Kina                | Mao Feilian      | 2:10,02       |

| Mjesto | Država     | Plivačica             | Vrijeme (min) |
| ------ | ---------- | --------------------- | ------------- |
| 1.     | Japan      | Kanako Watanabe       | 2:21,15       |
| 2.     | SAD        | Micah Lawrence        | 2:22,44       |
| 3.     | Španjolska | Jessica Vall          | 2:22,76       |
| 3.     | Danska     | Rikke Møller Pedersen | 2:22,76       |
| 3.     | NR Kina    | Shi Jinglin           | 2:22,76       |
| 6.     | Japan      | Rie Kaneto            | 2:23,19       |
| 7.     | Rusija     | Vitalina Simonova     | 2:23,59       |
| 8.     | Kanada     | Kierra Smith          | 2:23,61       |

### Leptir stil

#### 50 m leptir
| Mjesto | Država                 | Plivač           | Vrijeme (s) |
| ------ | ---------------------- | ---------------- | ----------- |
| 1.     | Francuska              | Florent Manaudou | 22,97       |
| 2.     | Brazil                 | Nicholas Santos  | 23,09       |
| 3.     | Mađarska               | László Cseh      | 23,15       |
| 3.     | Poljska                | Konrad Czerniak  | 23,15       |
| 5.     | Ukrajina               | Andriy Hovorov   | 23,18       |
| 6.     | Brazil                 | César Cielo      | 23,21       |
| 7.     | Singapur               | Joseph Schooling | 23,25       |
| 8.     | Ujedinjeno Kraljevstvo | Ben Proud        | 23,39       |

| Mjesto | Država                 | Plivačica                  | Vrijeme (s) |
| ------ | ---------------------- | -------------------------- | ----------- |
| 1.     | Švedska                | Sarah Sjöström             | 24,96       |
| 2.     | Danska                 | Jeanette Ottesen           | 25,34       |
| 3.     | NR Kina                | Lu Ying                    | 25,37       |
| 4.     | Nizozemska             | Inge Dekker                | 25,64       |
| 5.     | Egipat                 | Farida Osman               | 25,78       |
| 6.     | Ujedinjeno Kraljevstvo | Fran Halsall               | 25,85       |
| 7.     | Bahami                 | Arianna Vanderpool-Wallace | 25,93       |
| 8.     | Poljska                | Anna Dowgiert              | 26,20       |

#### 100 m leptir
| Mjesto | Država    | Plivač             | Vrijeme (s) |
| ------ | --------- | ------------------ | ----------- |
| 1.     | JAR       | Chad le Clos       | 50,56       |
| 2.     | Mađarska  | László Cseh        | 50,87       |
| 3.     | Singapur  | Joseph Schooling   | 50,96       |
| 4.     | SAD       | Tom Shields        | 51,06       |
| 5.     | Francuska | Mehdy Metella      | 51,24       |
| 6.     | Poljska   | Konrad Czerniak    | 51,28       |
| 7.     | Poljska   | Paweł Korzeniowski | 51,46       |
| 8.     | NR Kina   | Li Zhuhao          | 51,66       |

| Mjesto | Država     | Plivačica        | Vrijeme (s) |
| ------ | ---------- | ---------------- | ----------- |
| 1.     | Švedska    | Sarah Sjöström   | 55,64       |
| 2.     | Danska     | Jeanette Ottesen | 57,05       |
| 3.     | NR Kina    | Lu Ying          | 57,48       |
| 4.     | Australija | Emma McKeon      | 57,67       |
| 5.     | Kanada     | Katerine Savard  | 57,69       |
| 6.     | NR Kina    | Chen Xinyi       | 57,85       |
| 7.     | Kanada     | Noemie Thomas    | 57,94       |
| 8.     | Njemačka   | Alexandra Wenk   | 58,22       |

#### 200 m leptir
| Mjesto | Država   | Plivač         | Vrijeme (min) |
| ------ | -------- | -------------- | ------------- |
| 1.     | Mađarska | László Cseh    | 1:53,48       |
| 2.     | JAR      | Chad le Clos   | 1:53,68       |
| 3.     | Poljska  | Jan Świtkowski | 1:54,10       |
| 4.     | Japan    | Masato Sakai   | 1:54,24       |
| 5.     | Danska   | Viktor Bromer  | 1:54,66       |
| 6.     | Japan    | Daiya Seto     | 1:55,16       |
| 7.     | Belgija  | Louis Croenen  | 1:55,39       |
| 8.     | SAD      | Tom Shields    | 1:56,17       |

| Mjesto | Država     | Plivačica         | Vrijeme (min) |
| ------ | ---------- | ----------------- | ------------- |
| 1.     | Japan      | Natsumi Hoshi     | 2:05,56       |
| 2.     | SAD        | Cammile Adams     | 2:06,40       |
| 3.     | NR Kina    | Zhang Yufei       | 2:06,51       |
| 4.     | Australija | Brianna Throssell | 2:06,78       |
| 4.     | Njemačka   | Franziska Hentke  | 2:06,78       |
| 6.     | SAD        | Katie McLaughlin  | 2:06,95       |
| 7.     | Mađarska   | Liliána Szilágyi  | 2:07,76       |
| 8.     | NR Kina    | Zhou Yilin        | 2:10,20       |

### Mješovito

#### 200 m mješovito
| Mjesto | Država                 | Plivač             | Vrijeme (min) |
| ------ | ---------------------- | ------------------ | ------------- |
| 1.     | SAD                    | Ryan Lochte        | 1:55,81       |
| 2.     | Brazil                 | Thiago Pereira     | 1:56,65       |
| 3.     | NR Kina                | Wang Shun          | 1:56,81       |
| 4.     | Ujedinjeno Kraljevstvo | Daniel Wallace     | 1:57,59       |
| 5.     | SAD                    | Conor Dwyer        | 1:57,96       |
| 6.     | Poljska                | Marcin Cieślak     | 1:58,14       |
| 7.     | Brazil                 | Henrique Rodrigues | 1:58,52       |
| 8.     | Švedska                | Simon Sjödin       | 1:59,06       |

| Mjesto | Država                 | Plivačica              | Vrijeme (min) |
| ------ | ---------------------- | ---------------------- | ------------- |
| 1.     | Mađarska               | Katinka Hosszú         | 2:06,12       |
| 2.     | Japan                  | Kanako Watanabe        | 2:08,45       |
| 3.     | Ujedinjeno Kraljevstvo | Siobhan-Marie O'Connor | 2:08,77       |
| 4.     | SAD                    | Maya DiRado            | 2:08,99       |
| 5.     | Ujedinjeno Kraljevstvo | Hannah Miley           | 2:10,19       |
| 6.     | Kanada                 | Sydney Pickrem         | 2:10,32       |
| 7.     | SAD                    | Melanie Margalis       | 2:10,41       |
| 8.     | NR Kina                | Ye Shiwen              | 2:14,01       |

#### 400 m mješovito
| Mjesto | Država                 | Plivač          | Vrijeme (min) |
| ------ | ---------------------- | --------------- | ------------- |
| 1.     | Japan                  | Daiya Seto      | 4:08,50       |
| 2.     | Mađarska               | Dávid Verrasztó | 4:09,90       |
| 3.     | SAD                    | Chase Kalisz    | 4:10,05       |
| 4.     | SAD                    | Tyler Clary     | 4:11,71       |
| 5.     | Njemačka               | Jacob Heidtmann | 4:12,08       |
| 6.     | Ujedinjeno Kraljevstvo | Daniel Wallace  | 4:13,77       |
| 7.     | Ujedinjeno Kraljevstvo | Roberto Pavoni  | 4:13,81       |
| 8.     | NR Kina                | Yang Zhixian    | 4:16,74       |

| Mjesto | Država                 | Plivačica        | Vrijeme (min) |
| ------ | ---------------------- | ---------------- | ------------- |
| 1.     | Mađarska               | Katinka Hosszú   | 4:30,39       |
| 2.     | SAD                    | Maya DiRado      | 4:31,71       |
| 3.     | Kanada                 | Emily Overholt   | 4:32,52       |
| 4.     | Ujedinjeno Kraljevstvo | Hannah Miley     | 4:34,79       |
| 5.     | Češka                  | Barbora Závadová | 4:36,73       |
| 6.     | Japan                  | Sakiko Shimizu   | 4:37,19       |
| 7.     | Ujedinjeno Kraljevstvo | Aimee Willmott   | 4:38,75       |
| 8.     | Francuska              | Lara Grangeon    | 4:40,98       |

## Štafetna natjecanja

### 4x100 m slobodno
| Mjesto | Država    | Plivači                                                                      | Vrijeme (min) |
| ------ | --------- | ---------------------------------------------------------------------------- | ------------- |
| 1.     | Francuska | - Mehdy Metella - Florent Manaudou - Fabien Gilot - Jérémy Stravius          | 3:10,74       |
| 2.     | Rusija    | - Andrey Grechin - Nikita Lobintsev - Vladimir Morozov - Alexandr Sukhorukov | 3:11,19       |
| 3.     | Italija   | - Luca Dotto - Marco Orsi - Michele Santucci - Filippo Magnini               | 3:12,53       |
| 4.     | Brazil    | - Marcelo Chierighini - Matheus Santana - Bruno Fratus - João de Lucca       | 3:13,22       |
| 5.     | Poljska   | - Paweł Korzeniowski - Kacper Majchrzak - Jan Holub - Konrad Czerniak        | 3:14,12       |
| 6.     | Japan     | - Katsumi Nakamura - Shinri Shioura - Yuki Kobori - Takuro Fujii             | 3:15,04       |
| 7.     | NR Kina   | - Ning Zetao - Yu Hexin - Lin Yongqing - Xu Qiheng                           | 3:15,41       |
| 8.     | Kanada    | - Santo Condorelli - Yuri Kisil - Karl Krug - Evan van Moerkerke             | 3:15,94       |

| Mjesto | Država     | Plivačice                                                                          | Vrijeme |
| ------ | ---------- | ---------------------------------------------------------------------------------- | ------- |
| 1.     | Australija | - Emily Seebohm - Emma McKeon - Bronte Campbell - Cate Campbell                    | 3:31,48 |
| 2.     | Nizozemska | - Ranomi Kromowidjojo - Maud van der Meer - Marrit Steenbergen - Femke Heemskerk   | 3:33,67 |
| 3.     | SAD        | - Missy Franklin - Margo Geer - Lia Neal - Simone Manuel                           | 3:34,61 |
| 4.     | Švedska    | - Michelle Coleman - Louise Hansson - Sarah Sjöström - Magdalena Kuras             | 3:35,71 |
| 5.     | Kanada     | - Sandrine Mainville - Michelle Williams - Chantal van Landeghem - Katerine Savard | 3:36,44 |
| 6.     | Italija    | - Erika Ferraioli - Silvia Di Pietro - Laura Letrari - Federica Pellegrini         | 3:37,16 |
| 7.     | NR Kina    | - Zhu Menghui - Tang Yuting - Fang Yi - Shen Duo                                   | 3:37,64 |
| 8.     | Francuska  | - Charlotte Bonnet - Beryl Gastaldello - Cloé Hache - Anna Santamans               | 3:38,46 |

### 4x200 m slobodno
| Mjesto | Država                 | Plivači                                                                        | Vrijeme (min) |
| ------ | ---------------------- | ------------------------------------------------------------------------------ | ------------- |
| 1.     | Ujedinjeno Kraljevstvo | - Daniel Wallace - Robert Renwick - Calum Jarvis - James Guy                   | 7:04,33       |
| 2.     | SAD                    | - Ryan Lochte - Conor Dwyer - Reed Malone - Michael Weiss                      | 7:04,75       |
| 3.     | Australija             | - Cameron McEvoy - David McKeon - Daniel Smith - Thomas Fraser-Holmes          | 7:05,34       |
| 4.     | Rusija                 | - Danila Izotov - Aleksandr Krasnykh - Mikhail Dovgalyuk - Alexandr Sukhorukov | 7:06,89       |
| 5.     | Njemačka               | - Jacob Heidtmann - Clemens Rapp - Christoph Fildebrandt - Paul Biedermann     | 7:09,01       |
| 6.     | Belgija                | - Louis Croenen - Glenn Surgeloose - Dieter Dekoninck - Pieter Timmers         | 7:09,64       |
| 7.     | Nizozemska             | - Dion Dreesens - Kyle Stolk - Joost Reijns - Sebastiaan Verschuren            | 7:09,75       |
| 8.     | Poljska                | - Jan Świtkowski - Kacper Klich - Michael Domagala - Kacper Majchrzak          | 7:10,34       |

| Mjesto | Država                 | Plivačice                                                                   | Vrijeme (min) |
| ------ | ---------------------- | --------------------------------------------------------------------------- | ------------- |
| 1.     | SAD                    | - Missy Franklin - Leah Smith - Katie McLaughlin - Katie Ledecky            | 7:45,37       |
| 2.     | Italija                | - Alice Mizzau - Erica Musso - Chiara Masini Luccetti - Federica Pellegrini | 7:48,41       |
| 3.     | NR Kina                | - Qiu Yuhan - Guo Junjun - Zhang Yufei - Shen Duo                           | 7:49,10       |
| 4.     | Švedska                | - Sarah Sjöström - Louise Hansson - Michelle Coleman - Ida Marko-Varga      | 7:50,24       |
| 5.     | Ujedinjeno Kraljevstvo | - Siobhan-Marie O'Connor - Jazmin Carlin - Rebecca Turner - Hannah Miley    | 7:50,60       |
| 6.     | Australija             | - Bronte Barratt - Jessica Ashwood - Leah Neale - Emma McKeon               | 7:51,02       |
| 7.     | Japan                  | - Chihiro Igarashi - Rikako Ikee - Sachi Mochida - Tomomi Aoki              | 7:54,62       |
| 8.     | Francuska              | - Charlotte Bonnet - Coralie Balmy - Cloé Hache - Margaux Fabre             | 7:55,98       |

### 4x100 m mješovito
| Mjesto | Država                 | Plivači                                                                          | Vrijeme (min) |
| ------ | ---------------------- | -------------------------------------------------------------------------------- | ------------- |
| 1.     | SAD                    | - Ryan Murphy - Kevin Cordes - Tom Shields - Nathan Adrian                       | 3:29,93       |
| 2.     | Australija             | - Mitch Larkin - Jake Packard - Jayden Hadler - Cameron McEvoy                   | 3:30,08       |
| 3.     | Francuska              | - Camille Lacourt - Giacomo Perez-Dortona - Mehdy Metella - Fabien Gilot         | 3:30,50       |
| 4.     | Ujedinjeno Kraljevstvo | - Chris Walker-Hebborn - Adam Peaty - James Guy - Ben Proud                      | 3:30,67       |
| 5.     | Rusija                 | - Evgeny Rylov - Kirill Prigoda - Daniil Pakhomov - Vladimir Morozov             | 3:30,90       |
| 6.     | Japan                  | - Ryosuke Irie - Yasuhiro Koseki - Takuro Fujii - Shinri Shioura                 | 3:31,10       |
| 7.     | Njemačka               | - Jan-Philip Glania - Hendrik Feldwehr - Steffen Deibler - Christoph Fildebrandt | 3:32,16       |
| 8.     | Poljska                | - Radosław Kawęcki - Marcin Stolarski - Paweł Korzeniowski - Konrad Czerniak     | 3:34,34       |

| Mjesto | Država                 | Plivačice                                                                     | Vrijeme (min) |
| ------ | ---------------------- | ----------------------------------------------------------------------------- | ------------- |
| 1.     | NR Kina                | - Fu Yuanhui - Shi Jinglin - Lu Ying - Shen Duo                               | 3:54,41       |
| 2.     | Švedska                | - Michelle Coleman - Jennie Johansson - Sarah Sjöström - Louise Hansson       | 3:55,24       |
| 3.     | Australija             | - Emily Seebohm - Taylor McKeown - Emma McKeon - Bronte Campbell              | 3:55,56       |
| 4.     | SAD                    | - Missy Franklin - Jessica Hardy - Kendyl Stewart - Simone Manuel             | 3:56,76       |
| 5.     | Danska                 | - Mie Ø. Nielsen - Rikke Møller Pedersen - Jeanette Ottesen - Pernille Blume  | 3:57,61       |
| 6.     | Kanada                 | - Dominique Bouchard - Rachel Nicol - Katerine Savard - Sandrine Mainville    | 3:57,96       |
|        | Ujedinjeno Kraljevstvo | - Lauren Quigley - Siobhan-Marie O'Connor - Rachael Kelly - Francesca Halsall | DSQ           |
|        | Japan                  | - Sayaka Akase - Kanako Watanabe - Natsumi Hoshi - Miki Uchida                | DSQ           |

### Mješovita natjecanja (2 plivačice + 2 plivača)

#### 4x100 m slobodno
| Mjesto | Država     | Plivači/ce                                                                     | Vrijeme (min) |
| ------ | ---------- | ------------------------------------------------------------------------------ | ------------- |
| 1.     | SAD        | - Ryan Lochte - Nathan Adrian - Simone Manuel - Missy Franklin                 | 3:23,05       |
| 2.     | Nizozemska | - Sebastiaan Verschuren - Joost Reijns - Ranomi Kromowidjojo - Femke Heemskerk | 3:23,10       |
| 3.     | Kanada     | - Santo Condorelli - Yuri Kisil - Chantal van Landeghem - Sandrine Mainville   | 3:23,59       |
| 4.     | Rusija     | - Vladimir Morozov - Alexandr Sukhorukov - Veronika Popova - Nataliya Lovtsova | 3:24,21       |
| 5.     | Italija    | - Marco Orsi - Filippo Magnini - Federica Pellegrini - Erika Ferraioli         | 3:44,83       |
| 6.     | Brazil     | - Matheus Santana - Bruno Fratus - Larissa Oliveira - Daynara de Paula         | 3:25,58       |
| 7.     | NR Kina    | - Yu Hexin - Lin Yongqing - Qiu Yuhan - Tang Yuting                            | 3:26,94       |
| 8.     | Švedska    | - Christoffer Carlsen - Simon Sjödin - Michelle Coleman - Louise Hansson       | 3:27,09       |

#### 4x100 m mješovito
| Mjesto | Država                 | Plivači/ce                                                                  | Vrijeme (min) |
| ------ | ---------------------- | --------------------------------------------------------------------------- | ------------- |
| 1.     | Ujedinjeno Kraljevstvo | - Chris Walker-Hebborn - Adam Peaty - Siobhan-Marie O'Connor - Fran Halsall | 3:41,71       |
| 2.     | SAD                    | - Ryan Murphy - Kevin Cordes - Katie McLaughlin - Margo Geer                | 3:43,27       |
| 3.     | Njemačka               | - Jan-Philip Glania - Hendrik Feldwehr - Alexandra Wenk - Annika Bruhn      | 3:44,13       |
| 4.     | NR Kina                | - Xu Jiayu - Li Xiang - Lu Ying - Zhu Menghui                               | 3:44,65       |
| 5.     | Rusija                 | - Anastasia Fesikova - Yuliya Yefimova - Daniil Pakhomov - Vladimir Morozov | 3:44,83       |
| 6.     | Italija                | - Simone Sabbioni - Arianna Castiglioni - Piero Codia - Silvia Di Pietro    | 3:45,59       |
| 7.     | Kanada                 | - Russell Wood - Richard Funk - Katerine Savard - Sandrine Mainville        | 3:46,23       |
| 8.     | Mađarska               | - Gábor Balog - David Horvath - Evelyn Verrasztó - Zsuzsanna Jakabos        | 3:50,06       |

## Tablica medalja
| Mjesto | Država                 | Zlato | Srebro | Bronca | Ukupno |
| ------ | ---------------------- | ----- | ------ | ------ | ------ |
| 1.     | SAD                    | 8     | 10     | 5      | 23     |
| 2.     | Australija             | 7     | 3      | 6      | 16     |
| 3.     | NR Kina                | 5     | 1      | 7      | 13     |
| 4.     | Ujedinjeno Kraljevstvo | 5     | 1      | 3      | 9      |
| 5.     | Francuska              | 4     | 1      | 1      | 6      |
| 6.     | Mađarska               | 3     | 2      | 4      | 9      |
| 7.     | Švedska                | 3     | 2      | 1      | 6      |
| 8.     | Japan                  | 3     | 1      | 0      | 4      |
| 9.     | Italija                | 1     | 3      | 1      | 5      |
| 10.    | JAR                    | 1     | 3      | 0      | 4      |
| 11.    | Rusija*                | 1     | 1      | 2      | 4      |
| 12.    | Njemačka               | 1     | 0      | 2      | 3      |
| 13.    | Nizozemska             | 0     | 4      | 0      | 4      |
| 14.    | Brazil                 | 0     | 3      | 1      | 4      |
| 15.    | Danska                 | 0     | 2      | 2      | 4      |
| 16.    | Novi Zeland            | 0     | 2      | 0      | 2      |
| 17.    | Poljska                | 0     | 1      | 2      | 3      |
| 18.    | Jamajka                | 0     | 1      | 1      | 2      |
| 19.    | Litva                  | 0     | 1      | 0      | 1      |
| 20.    | Kanada                 | 0     | 0      | 4      | 4      |
| 21.    | Argentina              | 0     | 0      | 1      | 1      |
| 21.    | Singapur               | 0     | 0      | 1      | 1      |
| 21.    | Španjolska             | 0     | 0      | 1      | 1      |
| Ukupno | Ukupno                 | 42    | 42     | 45     | 129    |